# Manifiesto de Caxias
El Manifiesto de Caxias fue un conjunto de cartas dirigidas a organizaciones femeninas y democráticas de todo el mundo, enviadas en mayo de 1961 por trece mujeres encarceladas en la prisión de Caxias.
Las cartas tenían como objetivo denunciar las condiciones de su encarcelamiento y la tortura a la que habían sido sometidas, y pedían solidaridad internacional con todos los presos políticos en Portugal. La idea era que fueran leídas en un encuentro internacional en París, promovido por la Federación Democrática Internacional de Mujeres, que estaba vinculada a los partidos comunistas prosoviéticos. De las trece cartas enviadas sólo se encontraron diez. Fueron escritas por Aida Paula, Aida Magro, Fernanda Tomás, Ivone Dias Lourenço, Luísa Paula, Maria Albertina Diogo, Maria Alda Nogueira, Maria Ângela Vidal, Maria Luísa Costa Dias y Maria da Piedade Gomes dos Santos.
Una investigación de la Unión de Resistentes Antifascistas Portugueses planteó la hipótesis de que estas cartas influyeron en la celebración de la Conferencia de Solidaridad con los Presos Políticos y Exiliados Portugueses, en diciembre de 1962.
Las cartas, escritas en papel de liar y llevadas clandestinamente al extranjero, estaban compuestas por un texto introductorio, donde se hace referencia de forma más general a las persecuciones políticas y las prisiones. Al final de ese texto, se describe detalladamente la tortura aplicada a las campesinas de Couço, del grupo denominado Mujeres de Couço. Las cartas continuaban con un testimonio de cada mujer, donde informaron de las condiciones específicas de sus vidas que llevaron a su arresto y las condiciones a las que fueron sometidas durante su encarcelamiento.